# ویلیام لیونز
ویلیام لیونز (به انگلیسی: William Lyons) (زاده ۴ سپتامبر ۱۹۰۱ - درگذشت ۸ فوریه ۱۹۸۵) صنعتگر، کارآفرین و مکانیک انگلیسی فعال در صنعت خودروسازی بود. وی در سال ۱۹۲۲ شرکت خودروسازی جگوار را به همراه ویلیام والمزلی، تأسیس کرد.